# グラン・ブルー・ド・ガスコーニュ
グラン・ブルー・ド・ガスコーニュ（英：Grand Blue de Gascogne）は、フランスのミディ地方原産のセントハウンド犬種のひとつである。別名はグラン・ブルー・ド・ガスコーニュ・ハウンド（英：Grand Blue Gascogne Hound）、グラン・ブルー・ガスコーニュ（英：Grand Blue Gascogne）、グレート・ブルー・ド・ガスコーニュ・ハウンド（英：Great Blue de Gascogne Hound）など。

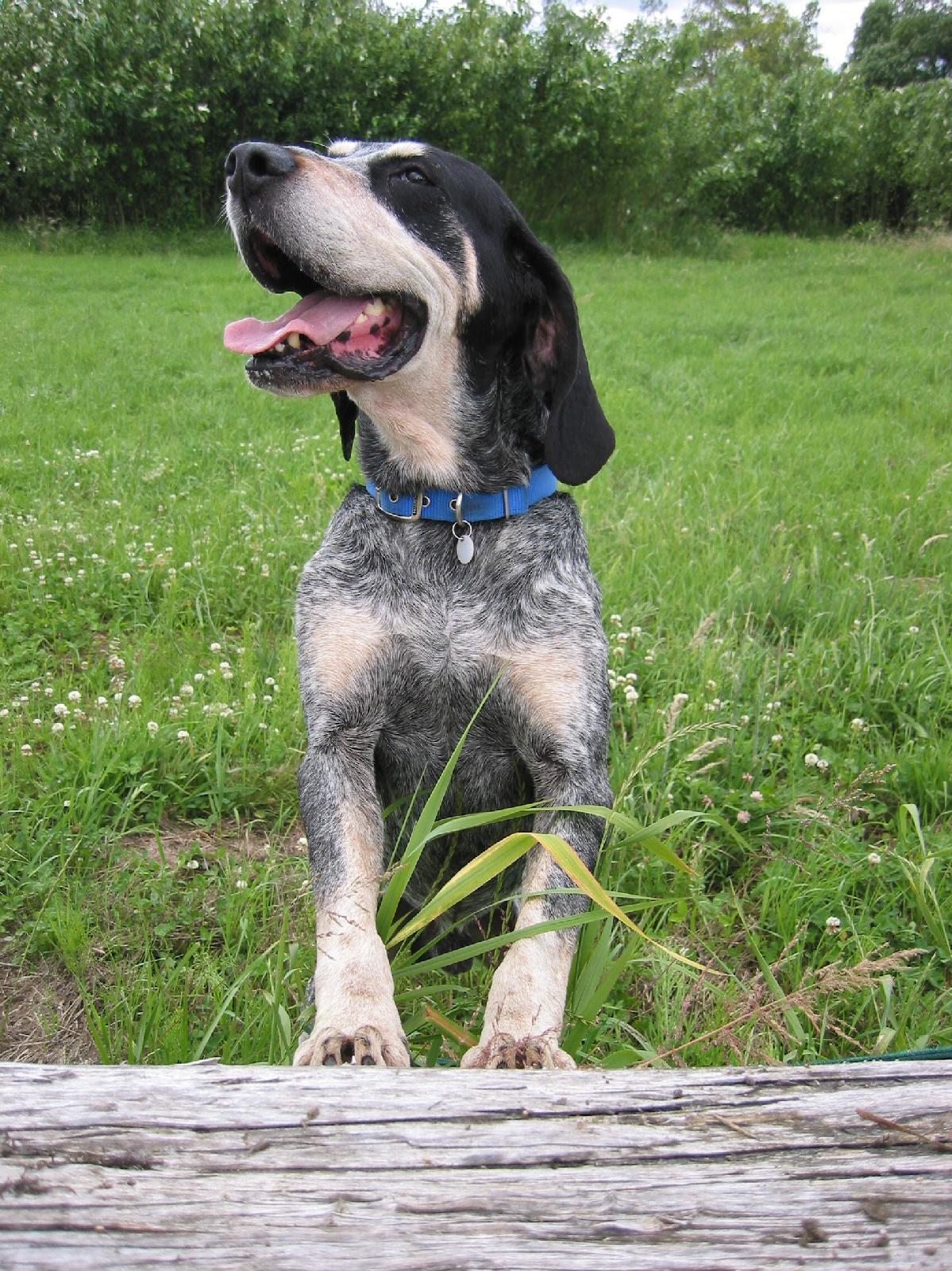
グラン・ブルー・ド・ガスコーニュ

## 歴史
フランス原産のセントハウンドの中では最も古くから存在するもののひとつで、グラン・シャン・クーラン（英：Grand Chien Courant）という古代犬種とスペインの古代セントハウンド犬種であるガリア・ハウンド、及びフェニキア人がもたらしたセントハウンドの交配によって誕生したといわれている。
主に狼を狩ることを専門として用いられたが、狼の減少・禁猟後はイノシシやシカの猟を行うようになった。しかし、近年はイノシシも減少してきているため、シカだけでなくノウサギやキツネといった小型獣も狩るようになりつつある。パックで獲物のにおいを追跡・発見して自ら仕留める。
ちなみに、原産地である南仏は気温が高く、小型獣の狩りの際にはかなりエネルギーをセーブして狩猟を行う必要があった。この問題は近年克服され、今日は以前よりも精神的に強く、体力のある犬種に改良されている。
中世の時代は他の国でもかなり知名度が高く、16世紀にはアンリ4世が本種のパックを所持して狼狩りを行ったことでより知名度が上昇した。
本種はアメリカ開拓の際、ごく初期から移民と共にその地へ渡った犬としても知られている。本種や他のフランス・イギリス原産のセントハウンド犬種とともに現地独自の猟犬種、ツリーイング・ドッグの作出にも大きくかかわった。
現在も実猟犬としてフランスでは多く飼育されている。ペットやショードッグとしても飼われているが、原産国外ではほとんど飼育されていない。

## 特徴
がっしりとした体つきをした、骨太のセントハウンドである。頭部は大きめでマズルは短く先細り、ストップは浅い。脚は長めで、脚や首は太い。耳は長めの垂れ耳、尾は飾り毛のない垂れ尾。コートはスムースコートだが、寒さには強い。毛色はブルー・ローン（青かす毛）をベースとしてブラックの斑とマーキング、そして目の上やマズル、胸部、足先などにタンのマーキングが入ったもの。体高62〜72cm、体重32〜35cmの大型犬で、性格は優しく従順で勇敢、外交的だが、中には少し内気な犬もいる。親しみやすい性質で人懐こいが、それでもあまりペットには向いていないのは体が大きいことや吠え声がよく通ること、運動量が莫大なことなどのためである。かかりやすい病気は大型犬にありがちな股関節形成不全や胃捻転などがある。

## 派生品種
- バセー・ブルー・ド・ガスコーニュ（英：Basset Blue de Gascogne）

　　本種の短足版犬種。12世紀に誕生した犬種で、グラン・ブルー・ド・ガスコーニュのから生まれる短足個体を元に作出された。
- プティ・ブルー・ド・ガスコーニュ（英：Petit Blue de Gascogne）

　　本種の小型版犬種。1500年代にグラン・ブルー・ド・ガスコーニュを小型獣猟用に小型化させ、より扱いやすい性格に改良したもの。
- グリフォン・ブルー・ド・ガスコーニュ（英：Griffon Blue de Gascogne）

　　ラフコートの犬種。1700年代にプティ・ブルー・ド・ガスコーニュにラフコートのセントハウンドを掛け合わせてたもの。